# František Palacký

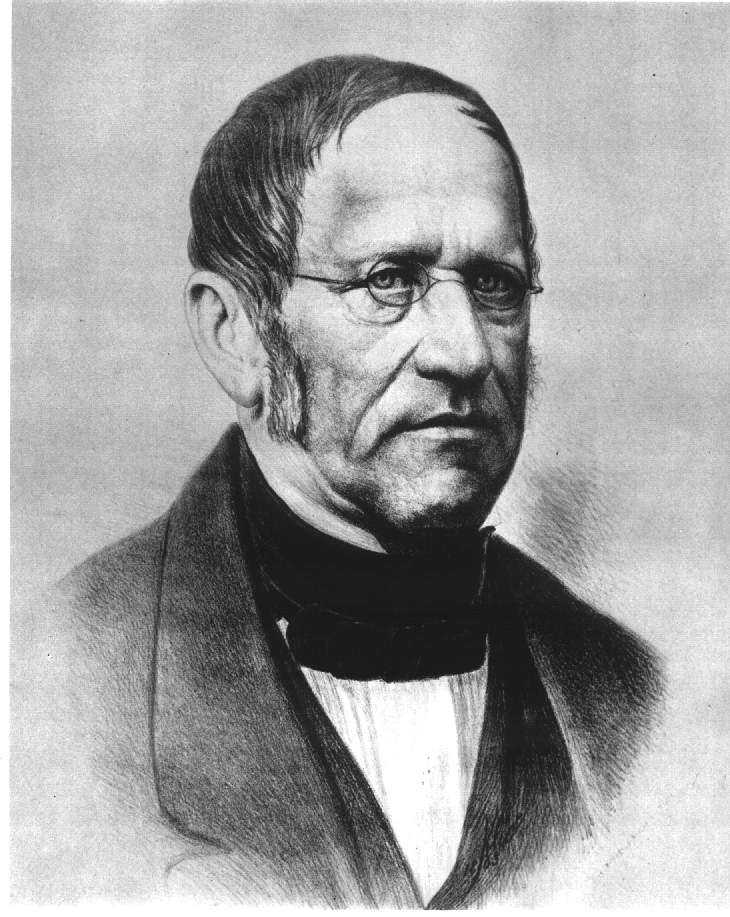
František Palacký

František Palacký (Duits: Franz Palacky) (Hodslavice, 14 juni 1798 - Praag, 26 mei 1876) was een Tsjechisch historicus en politicus.
Palacký werd in Noord-Moravië geboren als zoon van een tot de Boheemse Broeders behorende onderwijzer. Hij bezocht van 1812 tot 1819 het evangelisch gymnasium te Presburg, waar hij Pavel Jozef Šafárik leerde kennen. Vervolgens was hij als huisleraar bij adellijke families werkzaam. In Praag, waar hij zich in 1823 vestigde, leerde hij Josef Dobrovský kennen en werd hij archivaris van de graven Sternberg. Sinds 1825 gaf hij het Boheems Museum (Časopis českého musea) uit, het belangrijkste literaire tijdschrift in Bohemen. Hij was sinds 1839 op voorstel van de Boheemse stenden officieel geschiedschrijver van het koninkrijk Bohemen.

## Geschiedkundige opvattingen
Palacký trachtte in zijn werk de rijdom van het Tsjechische erfgoed te tonen. Hij idealiseerde de Slaven, die van oudsher een vreedzaam en democratisch volk zouden zijn geweest en later werden gecorrumpeerd door vreemdelingen, en de Hussieten, die hij als vertegenwoordigers van een democratische instelling zag. De Slag op de Witte Berg (1620), die leidde tot de rekatholisering van de Tsjechische landen, beschouwde hij als rampzalig. Zijn opvattingen zijn tot diep in de 20e eeuw van grote invloed geweest.
Zijn monumentale Geschichte von Böhmen (5 banden, 1836-1867) droeg wezenlijk bij aan het Tsjechisch nationaal bewustzijn. Typerend voor de latere verandering van zijn natieconcept van territorium naar etniciteit was de titel van de in 1848 verschenen Tsjechische vertaling van dit werk, Dějiny národu českého v Čechách a v Moravě (Geschiedenis van het Tsjechische volk in Bohemen en Moravië).

## Politiek
Palacký's politieke carrière begon in het revolutiejaar 1848. In dat jaar was hij een van de leiders van het eerste Panslavisch Congres te Praag (zie ook: austroslavisme). Het verzoek zitting te nemen in het liberale Frankfurter Parlement wees hij af met de motivatie dat Duitse zaken Tsjechen niet aangingen. Opname van Bohemen en Moravië in een nieuw Duits rijk wees hij af. In 1848/1849 leidde hij de Slavische partij op de Rijksdag van Kremsier, maar hij trok zich daarna grotendeels uit de politiek terug.
Sinds 1861 was hij afgevaardigde in het Oostenrijkse Herrenhaus en in de Boheemse Landdag en leidde hij de conservatieve en Habsburg-trouwe Oud-Tsjechen. Hij hield echter stug vast aan zijn eis van gelijkberechtiging van het Tsjechische volk in de Habsburgse monarchie. Na de Oostenrijkse Ausgleich met Hongarije (1867) radicaliseerde zijn houding jegens de monarchie en zocht hij contact met Rusland. In 1876 nam hij deel aan een Slavencongres in Moskou. Met zijn schoonzoon František Ladislav Rieger betuigde hij vergeefs dat de Boheemse Wenceslauskroon historisch dezelfde rechten had als de Hongaarse Stefanuskroon. Hiertoe schuwde hij, hoewel protestants, ook bondgenootschappen met ultramontanen en de feodale adel niet.
Palacký stierf op 26 mei 1876 in Praag. Hij gold bij de Tsjechen een tijd als vader des vaderlands. Deze plaats is later ingenomen door Tomáš Masaryk, die echter wel sterk door Palacký is beïnvloed. De Palacký-Universiteit te Olomouc is naar hem vernoemd.

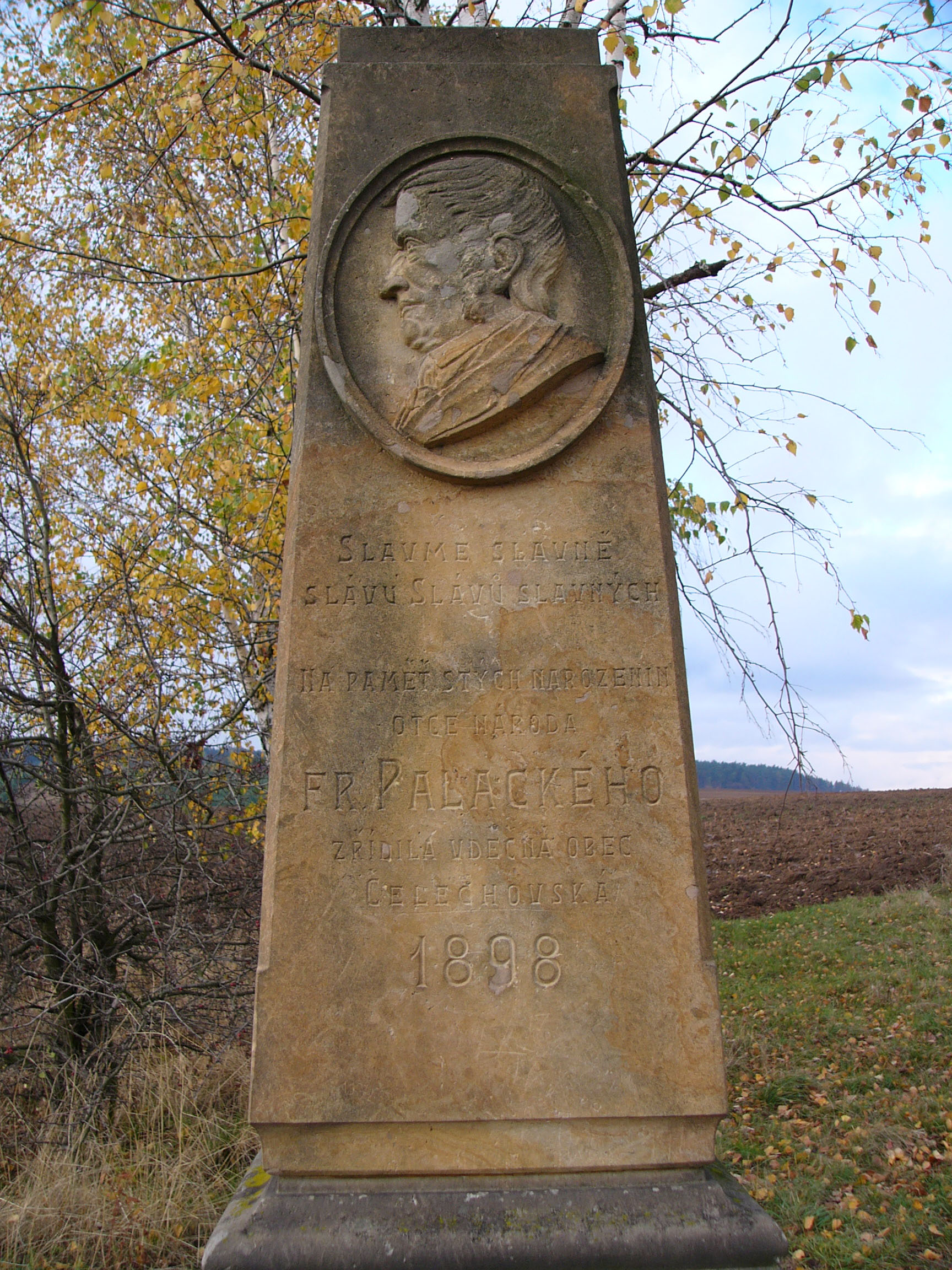
Monument Palacký te Čelechovice na Hané (regio Olomouc)

## Werk (o.a.)
- Würdigung der alten böhmischen Geschichtschreiber (Praag 1830)
- Synchronistische Übersicht der höchsten Würdenträger, Landes- und Hofbeamten in Böhmen (Praag 1832)
- I. Dobrowskys Leben und gelehrtes Wirken (Praag 1833)
- Geschichte von Böhmen (5 banden, Praag 1836-1867)
- Litterarische Reise nach Italien im Jahr 1837 zur Aufsuchung von Quellen der böhmischen und mährischen Geschichte (Praag 1838)
- Die ältesten Denkmäler der böhmischen Sprache (met Šafárik, Praag 1840)
- Archiv český (6 banden, Praag 1840-1872)
- Über Formelbücher, zunächst in Bezug auf böhmische Geschichte (Praag 1842-1847)
- Österreichs Staatsidee (Praag 1866)
- Die Geschichte des Hussitentums und Professor Konstantin Höfler, kritische Studien (Praag 1868)
- Urkundliche Beiträge zur Geschichte des Hussitenkriegs (2 banden, Praag 1872-1874)
- Documenta Magistri Joannis Hus vitam, doctrinam, causam etc. illustrantia (Praag 1869)
- Gedenkblätter etc. aus den letzten 50 Jahren (Praag 1874)
- Zur böhmischen Geschichtschreibung; aktenmäßige Aufschlüsse und Worte der Abwehr (Praag 1871)    
REFERENTIES: Frans Palacky, de vader der Czeghische beweging. (Tijdschrift van het Willems-fonds, 1899, blz 5 -13 – digitaal op dbnl.org). Legt sterk de nadruk op P’s rol in de strijd voor de Tsjechische taal, en de gelijkenis daarvan met de taalstrijd in België.

- Bibsys: 90607718
- Bibliothèque nationale de France: cb12250017j (data)
- CiNii: DA06855329
- Gemeinsame Normdatei: 118789260
- International Standard Name Identifier: 0000 0001 0907 2324
- Library of Congress Control Number: n50051773
- Nationale Bibliotheek van Letland: 000204873
- Nationale Bibliotheek van Tsjechië: jk01091537
- Nationale bibliotheek van Australië: 35759748
- Nationale Bibliotheek van Israël: 987007277674205171
- Nationale Bibliotheek van Polen: a0000001186653
- Nationale en Universitaire bibliotheek Zagreb: 000064261
- Nederlandse Thesaurus van Auteursnamen: 068382642
- Réseau des bibliothèques de Suisse occidentale: 02-A018409698
- Istituto Centrale per il Catalogo Unico: RMSV116073
- LIBRIS: 82312
- Système universitaire de documentation: 029404487
- Trove: 1074727
- Virtual International Authority File: 61602031
- WorldCat: E39PBJfWWRx6rhhmXVPPTTwwG3